# HJ文庫
HJ文庫（エイチジェイぶんこ）は、ホビージャパンが発行するライトノベル系文庫レーベル。2006年7月1日創刊。

## 概要
キャッチコピーは「キミのHeartをJackする!」。創刊と同時に新人発掘の場としてHJ文庫大賞（2006年 - 2010年は「ノベルジャパン大賞」名義）を実施。また、姉妹レーベルとしてテーブルトークRPGのリプレイやゲームブックを中心とするHJ文庫Gを2007年10月より刊行している。関連雑誌として2006年9月から『Novel JAPAN』および後継誌の『キャラの!』を刊行していたが、2009年3月号を以て休刊した。
創刊当初の表紙カバーデザインが角川スニーカー文庫と区別が付きにくく不評であったことなどを受け、創刊からわずか半年の2007年1月に刊行されたタイトルよりデザインが大幅に変更されたが、2016年9月刊行分より再びリニューアルされた。なお、背表紙ではファミ通文庫（エンターブレイン）と同様に「シリーズ番号」を採用している。
ライトノベル系レーベルとしては後発に属するものの創刊から短期間で日本国外へ進出し、台湾・東立出版社と独占契約を締結。同社の「東立輕小說」レーベルでほぼ全タイトルが繁体字中文に翻訳出版されている。
2007年にジュブナイルポルノ出身のわかつきひかるが一般向け作品を刊行して以降、同分野の出身者を比較的多く取り込んでいる。他レーベルに見られるアダルトゲームの小説化作品は創刊以来、長らく刊行されていなかったが2010年に1点のみ刊行された。
文庫オリジナルからのアニメ化作品には『いちばんうしろの大魔王』、『百花繚乱 SAMURAI GIRLS』、『はぐれ勇者の鬼畜美学』などがある。漫画化作品は創刊当初、ホビージャパンが漫画専門誌を持たない状態であったために『いちばんうしろの大魔王』が秋田書店『チャンピオンRED』で連載されている以外は前述の『キャラの!』で『くじびきシスタ〜ず』（『くじびき勇者さま』の前日譚）と『AKUMAで少女』の2タイトルが連載されたのみに留まっていたが、2011年12月にウェブコミック配信サイト『コミック・ダンガン』がオープンして以降は『俺がヒロインを助け過ぎて世界がリトル黙示録!?』や『僕の妹は漢字が読める』など、同サイトで本レーベルからの漫画化作品を積極的に連載して行く方針を採っていた。
2014年に『コミック・ダンガン』がホビージャパンから独立して株式会社ダンガンの運営となったのに前後し、HJ文庫公式サイト内にコミカライズ連載を専門とする『コミックHJ文庫（2016年8月に『コミックファイア』に改名）』が新設され、一部の連載が『コミック・ダンガン』から移籍している。また、人気シリーズの外伝や、完全新作、ときには試し読みを2015年にウェブ小説サイト『読める!HJ文庫』で公開していたが、ホビージャパンの小説投稿サイト『ノベルアップ+』が出来てからはそちらの「公式コンテンツ」が同様の役割を果たしている。
他にも、「HJ文庫」「HJノベルス」の両公式サイトに加え「コミックファイア」の3つをひとつに統合したポータルサイト『ファイアCROSS』が2021年に開設され、統合前までの役割の他に、サイト上での漫画・小説の月額レンタルプランなども導入された。

## 作品一覧
- 赤は他レーベルからの再録やWeb小説の書籍化、緑は小説化（非オリジナル）またはスピンオフ作品。全1巻と単巻との違いは、初めからシリーズの巻数を記載していたが続刊が望めない作品をここでは全1巻としている。

以下に作品を追加するときには、作品を五十音順に並べ、著者名の他、完結済みかどうかも出来る限り併記してください。また、新たに記事を作るときはリンクをつけてください。

### あ行
| タイトル | 著者                        | イラスト       | 巻数     |
| --- | --------------------------- | -------------- | -------- |
| AIKa R-16:TURNING MISSION | すずきあきら                | 山内則康       | 単巻     |
| 愛され天使なクラスメイトが、俺にだけいたずらに微笑む | 水口敬文                    | たん旦         | 既刊3巻  |
| アイテムチートな奴隷ハーレム建国記 | 猫又ぬこ                    | 奈津ナツナ     | 全6巻    |
| アイドルマスター XENOGLOSSIA 伊織サンシャイン!+ | 涼風涼                      | シコルスキー   | 単巻     |
| アウトスタンディングス -常識ハズレな奴ら- | 在原竹広                    | shri           | 単巻     |
| 青い花の伝説 | 八原ゆうき                  | 陸原一樹       | 単巻     |
| 悪に堕ちたら美少女まみれで大勝利!! | 岡沢六十四                  | むつみまさと   | 全6巻    |
| AKUMAで少女 | わかつきひかる              | 高階@聖人      | 全4巻    |
| 悪魔をむにゅむにゅする理由 | 鏡裕之                      | 黒川いづみ     | 全2巻    |
| あしたびより | 雨森麻杜                    | 下北澤鈴成     | 全2巻    |
| アニスと不機嫌な魔法使い | 花房牧生                    | 植田亮         | 全4巻    |
| アヌヴィス! | 草薙アキ                    | さざなみみぉ   | 全2巻    |
| あの神父は、やっぱりクズだった | 城道コスケ                  | へいろー       | 単巻     |
| あの日々をもういちど | 健速                        | 双             | 単巻     |
| ありすさんと正義くんは無関係ですか? | わかつきひかる              | 侑             | 全3巻    |
| アレクシオン・サーガ | 五代ゆう                    | いのまたむつみ | 全2巻    |
| あんたなんかと付き合えるわけないじゃん!ムリ!ムリ!大好き! | 内堀優一                    | 希望つばめ     | 全3巻    |
| アンリミテッド・オーバースキル | 神野オキナ                  | 唯             | 単巻     |
| 戦姫 | 夏緑                        | シオミヤイルカ | 全3巻    |
| 異世界からJK転生した元妹が、超グイグイくる。 （初出：小説家になろう） | はむばね                    | 鉄人桃子       | 既刊2巻  |
| 異世界クエストは放課後に! | 空埜一樹                    | 児玉酉         | 全3巻    |
| 異世界攻略のゲームマスター | 坂本一馬                    | yaman**        | 単巻     |
| 異世界創造の絶対神 | 若桜拓海                    | 村上ゆいち     | 全2巻    |
| 異世界でタコ焼き屋始めたけどわりと簡単に潰れた | 七色春日                    | キンタ         | 単巻     |
| 異世界でトレーナーをしています。 | わかつきひかる              | 植田亮         | 全2巻    |
| 異世界勇者の攻略術 | 志木謙介                    | フルーツパンチ | 単巻     |
| いちばんうしろの大魔王 | 水城正太郎                  | 伊藤宗一       | 全13巻   |
| 一騎当戦ウィルドライヴ | 在原竹広                    | 井上巧         | 単巻     |
| いっつも塩対応な幼なじみだけど、俺に片想いしているのがバレバレでかわいい。                                                                                                   | 六升六郎太                  | bun150         | 既刊3巻  |
| 命がけのゲームに巻き込まれたので嫌いな奴をノリノリで片っ端から殺してやることにした                                                                                           | 中田かなた                  | ともぞ         | 全3巻    |
| 妹ドラゴン兄若ハゲ | 谷口シュンスケ              | あき           | 単巻     |
| 陰キャの僕に罰ゲームで告白してきたはずのギャルが、どう見ても僕にベタ惚れです （初出：小説家になろう）                                                                        | 結石                        | かがちさく     | 既刊11巻 |
| インテリぶる推理少女とハメたいせんせい | 米倉あきら                  | 和遥キナ       | 単巻     |
| ＜Infinite Dendrogram＞-インフィニット・デンドログラム- （初出：小説家になろう）                                                                                             | 海道左近                    | タイキ         | 既刊25巻 |
| インフィニティ・ブレヱド -際限なき救済者- | にのまえあゆむ              | 泉彩           | 単巻     |
| ヴァンパイア／ロード | 葛西伸哉                    | さくらねこ     | 全2巻    |
| 嘘つき少年の異世界謀略ゲーム | 中田かなた                  | てつぶた       | 単巻     |
| うちの会長は荒ぶる虎猫に似ている。 | 空埜一樹                    | ろんど         | 全3巻    |
| うちのクラスの頼りないラスボス | 望公太                      | 鈍色玄         | 全2巻    |
| うらにわのかみさま | 神野オキナ                  | 龍炎狼牙       | 全4巻    |
| 英雄王、武を極めるため転生す 〜そして、世界最強の見習い騎士♀〜 （初出：小説家になろう）                                                                                      | ハヤケン                    | Nagu           | 既刊12巻 |
| 英雄と賢者の転生婚 〜かつての好敵手と婚約して最強夫婦になりました〜 | 藤木わしろ                  | へいろー       | 既刊6巻  |
| エロス降臨! | 鯨晴久                      | 笹弘           | 全2巻    |
| エロティカル・ウィザードと12人の花嫁 | 太陽ひかる                  | 真早           | 既刊2巻  |
| 置き去り勇者と不死鳥の翼 | 富永浩史                    | 七六           | 単巻     |
| 幼馴染で婚約者なふたりが恋人をめざす話 | 緋月薙                      | ひげ猫         | 既刊3巻  |
| 幼なじみと妹が俺の妄想で邪気眼デイドリーム | 久遠くおん                  | 多門結之       | 単巻     |
| 押しかけ軍師と獅子の戦乙女 | 在原竹広                    | 黒獅子         | 全2巻    |
| おまかせ退魔! シールドガールズ | すずきあきら 原作：明貴美加 | 明貴美加       | 全3巻    |
| 俺が告白されてから、お嬢の様子がおかしい。 （初出：カクヨム、小説家になろうでもミラーリング）                                                                                | 左リュウ                    | 竹花ノート     | 既刊2巻  |
| 俺がヒロインを助けすぎて世界がリトル黙示録!? | なめこ印                    | 和狸ナオ       | 全16巻   |
| 俺が勇者じゃ救えない!? （初出：小説家になろう） | コクトー                    | 北熊           | 全3巻    |
| オレと彼女の絶対領域（） | 鷹山誠一                    | 伍長           | 全7巻    |
| 勇者（）と魔王（）のバトルはリビングで | 緋月薙                      | 三嶋くろね     | 全3巻    |
| 俺と彼女のラブコメが全力で黒歴史 | 柑橘ゆすら                  | パセリ         | 単巻     |
| おれと天使の世界創生（） | 冬樹忍                      | 魚             | 全3巻    |
| 俺の人生には深刻なバグがある-創造神の極大誤算（）- | しやけ遊魚                  | 鈍色玄         | 単巻     |
| 俺のリアルとネトゲがラブコメに侵蝕され始めてヤバイ | 藤谷ある                    | 三嶋くろね     | 全8巻    |
| 俺は知らないうちに学校一の美少女を口説いていたらしい 〜バイト先の相談相手に俺の想い人の話をすると彼女はなぜか照れ始める〜 （初出：小説家になろう、カクヨムでもミラーリング） | 午前の緑茶                  | 葛坊煽         | 既刊5巻  |
| 俺は天剣を掲げ／僕は飛竜と征く | 葛西伸哉                    | 黒獅子         | 全3巻    |

### か行
| タイトル | 著者             | イラスト                               | 巻数                   |
| --- | ---------------- | -------------------------------------- | ---------------------- |
| 火界王剣の神滅者（） | ツガワトモタカ   | Riv                                    | 全6巻                  |
| 陰月のヤジリ | 時海結以         | 亜沙美                                 | 単巻                   |
| カッティング | 翅田大介         | も                                     | 全4巻                  |
| 彼女は眼鏡HOLIC | 上栖綴人         | トモセシュンサク                       | 全3巻                  |
| カミカツ! | 翅田大介         | シコルスキー                           | 単巻                   |
| ガリ勉くんと裏アカさん 散々お世話になっているエロ系裏垢女子の正体がクラスのアイドルだった件 （初出：小説家になろう、カクヨムでもミラーリング） | 鈴木えんぺら     | 小花雪                                 | 既刊3巻                |
| カンスト勇者の超魔教導 | はむばね         | 青乃純尾                               | 全3巻                  |
| きぐタン 可愛くて凶悪な○○者 | 神野オキナ       | 狐印                                   | 単巻                   |
| 気になるあの娘はエロゲンガー! | 谷崎央佳         | 光星                                   | 単巻                   |
| ギブあっぷ! | 上栖綴人         | 会田孝信                               | 全3巻                  |
| 鬼畜の僕はウサギ先輩に勝てない | 三咲悠司         | 和遥キナ                               | 単巻                   |
| ギャルスレイヤーだけどギャルしかいない世界に来たからギャルサーの王子になることにした                                                           | 白乃友           | necömi                                 | 単巻                   |
| 凶乱令嬢ニア・リストン 病弱令嬢に転生した神殺しの武人の華麗なる無双録 （初出：小説家になろう）                                                 | 南野海風         | 刀彼方                                 | 既刊8巻                |
| 巨竜城塞のアイノ | 鳥居羊           | 都森すみと                             | 全2巻                  |
| 嫌われ魔王が没落令嬢と恋に落ちて何が悪い! | 猫又ぬこ         | teffish                                | 全4巻                  |
| 金属バットの女 | ちゅーばちばちこ | ryuga                                  | 単巻                   |
| 勤労魔導士が、かわいい嫁と暮らしたら?「はい、しあわせです! 」                                                                                  | 空埜一樹         | さくらねこ                             | 全3巻                  |
| クイーンズブレイド | 沖田栄次         | えぃわ                                 | 全5巻                  |
| クイーンズブレイド リベリオン | 小太刀右京       | 珊琶挿                                 | 全1巻                  |
| クイーンズブレイド 流浪の戦士 | 沖田栄次         | 宮澤努、憧明良                         | 全2巻                  |
| 空想／のべりずむ | 藤春都           | ぱん                                   | 単巻                   |
| 腐った林檎と吸血鬼 | 夏緑             | 十夜                                   | 単巻                   |
| 串刺しヘルパー さされさん | 木村航           | 中村哲也                               | 全3巻                  |
| くじびき勇者さま | 清水文化         | 牛木義隆                               | 全11巻                 |
| くたびれサラリーマンな俺、7年ぶりに再会した美少女JKと同棲を始める                                                                              | 上村夏樹         | Parum                                  | 既刊4巻                |
| グッバイ現実世界〈リアルワールド〉 | 電波ちゃん∞      | 和遥キナ                               | 単巻                   |
| グラウスタンディア皇国物語 | 内堀優一         | 鵜飼沙樹（1-2巻）、野崎つばた（3-7巻） | 全7巻                  |
| クールな女神様と一緒に住んだら、甘やかしすぎてポンコツにしてしまった件について （初出：小説家になろう）                                        | 軽井広           | 黒兎ゆう                               | 既刊3巻                |
| くろかの | 夏緑             | さいとうつかさ                         | 単巻                   |
| 黒き英雄の一撃無双（） | 望公太           | 夕薙                                   | 全7巻                  |
| クロス†ウィザード -魔術都市と偽りの仮面- | しきや           | 深井涼介                               | 単巻                   |
| クロス・リンク 〜残響少女 | 星野彼方         | ぺたんこさいど                         | 単巻                   |
| 黒聖女様に溺愛されるようになった俺も彼女を溺愛している （初出：小説家になろう）                                                                | ときたま         | 秋乃える                               | 既刊3巻                |
| クロの戦記 異世界転移した僕が最強なのはベッドの上だけのようです （初出：小説家になろう）                                                       | サイトウアユム   | むつみまさと                           | 既刊15巻               |
| グロリアスドーン | 庄司卓           | 四季童子                               | 全12巻 アイキャッチ2巻 |
| 激闘! クイーンズブレイド | 沖田栄次         | 赤賀博隆                               | 単巻                   |
| 月花の歌姫と魔技の王 | 翅田大介         | 大場陽炎                               | 全4巻                  |
| 外道王子の魔神隷従（） | 藤谷ある         | 井上巧                                 | 全4巻                  |
| ゲノム・シード / ゲノム・スパイラル | 高平鳴海         | 藤城陽                                 | 全2巻                  |
| 剣聖女アデルのやり直し 〜過去に戻った最強剣聖、姫を救うために聖女となる〜                                                                      | ハヤケン         | うなぽっぽ                             | 既刊4巻                |
| 剣と魔法の世界ですが、俺の機械兵器は今日も無敵です。                                                                                           | ツガワトモタカ   | 村上ゆいち                             | 全2巻                  |
| 恋する妖狐と神炎の剣士 | 久遠くおん       | nyanya                                 | 全2巻                  |
| 高1ですが異世界で城主はじめました | 鏡裕之           | ごばん                                 | 既刊25巻               |
| 紅炎のクロスマギア〜狂える竜と災厄の魔女〜 | 花房牧生         | 植田亮                                 | 単巻                   |
| 紅鋼の精霊操者（） | ハヤケン         | 凱                                     | 全2巻                  |
| 光刃の魔王と月影の少女軍師 | 桜崎あきと       | 卵の黄身                               | 全2巻                  |
| 強欲な僕とグリモワール （初出：小説家になろう）                                                                                                | 北國ばらっど     | ハル犬                                 | 単巻                   |
| ゴールドベルク変奏曲 | 五代ゆう         | 鈴木理華                               | 単巻                   |
| 孤高の王と陽だまりの花嫁が最幸の夫婦になるまで （初出：小説家になろう）                                                                        | 鷹山誠一         | ファルまろ                             | 既刊2巻                |
| ゴッデス! | ひかわ玲子       | 近衛乙嗣                               | 全3巻                  |
| この日、『偽りの勇者』である俺は『真の勇者』である彼をパーティから追放した （初出：小説家になろう、ハーメルンでもミラーリング）                | シノノメ公爵     | 伊藤宗一                               | 既刊2巻                |
| こもれびノート | しやけ遊魚       | 葛西心                                 | 単巻                   |

### さ行
| タイトル | 著者                              | イラスト                    | 巻数            |
| --- | --------------------------------- | --------------------------- | --------------- |
| 最強英雄と無表情カワイイ暗殺者のラブラブ新婚生活                                                                                    | アレセイア                        | motto                       | 既刊2巻         |
| 最凶の魔王に鍛えられた勇者、異世界帰還者たちの学園で無双する （初出：小説家になろう）                                               | 紺野千昭                          | fame                        | 既刊4巻         |
| 最強魔法師の隠遁計画 （初出：小説家になろう）                                                                                       | イズシロ                          | ミユキルリア                | 既刊19巻        |
| 最弱無能が玉座へ至る 〜人間社会の落ちこぼれ、亜人の眷属になって成り上がる〜 （初出：小説家になろう）                                | 坂石遊作                          | 刀彼方                      | 既刊4巻         |
| 才女のお世話 高嶺の花だらけな名門校で、学院一のお嬢様（生活能力皆無）を陰ながらお世話することになりました （初出：小説家になろう）  | 坂石遊作                          | みわべさくら                | 既刊9巻         |
| 最低ランクの冒険者、勇者少女を育てる 〜俺って数合わせのおっさんじゃなかったか?〜 （初出：小説家になろう、カクヨムでもミラーリング） | 農民ヤズー                        | 桑島黎音                    | 既刊7巻         |
| 桜色のレプリカ | 翅田大介                          | 町村こもり                  | 全2巻           |
| 桜の下で会いましょう | 久遠くおん                        | 高畑ゆき                    | 全2巻           |
| 最底辺からニューゲーム! | 藤木わしろ                        | 柚夏                        | 既刊4巻         |
| 佐藤家の選択 | 貝花大介                          | 今泉昭彦                    | 全2巻           |
| サムライブラッド | 松時ノ介                          | 津雪                        | 全2巻           |
| 地獄少女 恨の紋章 | 広真紀 原作：地獄少女プロジェクト | 田上俊介                    | 単巻            |
| 自宅警備員は社会の奴隷になりました。                                                                                                | 繕衣                              | kakao                       | 単巻            |
| しないの。 | 鯨晴久                            | あぶりだしざくろ            | 全2巻           |
| 死なない男に恋した少女 | 空埜一樹                          | ぷよ                        | 全7巻           |
| 邪神攻略者の戦技教導 | 空埜一樹                          | 村上ゆいち                  | 全4巻           |
| シュレディンガーの猫耳少女 | 村田治 原作：VANCE PROJECT        | わざきた                    | 単巻            |
| 常勝魔王のやりなおし〜俺はまだ一割も本気を出していないんだが〜                                                                      | アカバコウヨウ                    | アジシオ                    | 既刊3巻         |
| 常敗将軍、また敗れる | 北条新九郎                        | 伊藤宗一                    | 既刊3巻         |
| 白き覇王の魔戦従姫 | 葛西伸哉                          | 朱                          | 全3巻           |
| 新感覚バナナ系ファンタジー バナデレ!                                                                                                | 谷口シュンスケ                    | 京作                        | 全2巻           |
| シンクロニシティ・ゼロ | 一の倉裕一                        | 巳星要                      | 全3巻           |
| じんじゃえーる! | 原中三十四                        | タコ焼き                    | 全2巻           |
| 新宿コネクティブ | 内堀優一                          | ギンカ                      | 全2巻           |
| 侵蝕ダンジョンと神速の奪還小隊 | しやけ遊魚                        | オガデンモン                | 単巻            |
| 新米社長のパーフェクトゲーム | ツガワトモタカ                    | 黒衛もん                    | 全3巻           |
| シンマと世界と嫁フラグ | 空埜一樹                          | にろ                        | 全6巻           |
| 神話戦域のグラフィクス | 無嶋樹了                          | すみ兵                      | 全3巻           |
| 神話大戦ギルガメッシュナイト | 翅田大介                          | 津路参汰、Ryuki、石渡マコト | 全3巻           |
| 水平線まで何マイル? 双つの翼 | 伊吹秀明 原作：ABHAR              | 青空れみな                  | 単巻            |
| すーぱー☆なちゅらる | 清水文化                          | 星崎ひかる                  | 全3巻           |
| スキル喰らいの英雄譚 | 浅葉ルウイ                        | peroshi                     | 全3巻           |
| スクランブル・ウィザード | すえばしけん                      | かぼちゃ                    | 全7巻           |
| すてっち! | 相内円                            | ほっぺげ                    | 全2巻           |
| ストラトスフィア・エデン | 鳥居羊                            | 筑波マサヒロ                | 単巻            |
| Strange Strange | 浅井ラボ                          | しばの番茶                  | 単巻            |
| SAS スペシャル・アナスタシア・サービス                                                                                              | 鳥居羊                            | まったくモー助              | 全4巻           |
| セイギのミカタ いちご模様は正義の印                                                                                                 | なめこ印                          | 中山みゆき                  | 単巻            |
| 聖剣士さまの魔剣ちゃん | 藤木わしろ                        | さくらねこ                  | 既刊3巻         |
| 聖工の末裔 | 八原ゆうき                        | しのづかあつと              | 単巻            |
| 精霊幻想記 （初出：小説家になろう）                                                                                                 | 北山結莉                          | Riv                         | 既刊26巻        |
| 聖なる騎士の暗黒道 | 坂石遊作                          | へいろー                    | 既刊3巻         |
| 世界最強は家族と仲良く出稼ぎ中! | 空埜一樹                          | 和武はざの                  | 全4巻           |
| 絶対魔剣の双戦舞曲 〜暗殺貴族が奴隷令嬢を育成したら、魔術殺しの究極魔剣士に育ってしまったんだが〜                                   | 榊一郎                            | 朝日川日和                  | 既刊3巻         |
| Zの時間 | 榊一郎                            | 活断層                      | 全2巻           |
| セブンスターズの印刻使い （初出：小説家になろう）                                                                                   | 涼暮皐                            | 四季童子                    | 全3巻           |
| 戦艦人間ハヤト | 大迫純一                          | hippo                       | 全3巻           |
| せんすいかん | 水城正太郎                        | あぼしまこ                  | 全3巻 まとめ1巻 |
| 戦闘医師 野口英雄 | 草木うしみつ                      | 黒衛もん                    | 単巻            |
| 前門の巫女さん(勝ち気)、後門の守護霊さま(役立たず)/前門の魔女っ子(オタク?)、後門の守護霊さま(やっぱり役立たず)                      | 清水文化                          | Rけん                       | 全2巻           |
| 前略。ねこと天使と同居はじめました。                                                                                                | 緋月薙                            | 明星かがよ                  | 全6巻           |
| 装甲騎兵ボトムズ コマンドフォークト                                                                                                 | 野崎透                            | 塩山紀生                    | 全2巻           |
| 相剋のフェイトライン | 翅田大介                          | kaya8                       | 単巻            |
| 双心のサヤ | 鳥生浩司                          | 結城焔                      | 全2巻           |
| 征天の無双神器 | 坂本一馬                          | 七六                        | 単巻            |
| ソード&ウィザーズ 覇剣の皇帝と七星の姫騎士                                                                                          | 柑橘ゆすら                        | Niθ                         | 全4巻           |
| ソード・ドラゴン・ソード | 夏緑                              | himesuz                     | 単巻            |

### た行
| タイトル | 著者                                      | イラスト               | 巻数    |
| --- | ----------------------------------------- | ---------------------- | ------- |
| 第三皇女の万能執事 | 安居院晃                                  | ゆさの                 | 既刊2巻 |
| 助けて秋吉くん! | 不破悠                                    | 超肉                   | 全4巻   |
| 戦うパン屋と機械じかけの看板娘 | SOW                                       | ザザ                   | 全10巻  |
| タタリ・ブレイカー弑子 | 榊一郎                                    | bon                    | 単巻    |
| たったひとつの冴えた殺りかた | 三条ツバメ                                | 赤井てら               | 単巻    |
| 旅する少女と灼熱の国 | 藤原征矢 原作：ビィートレイン・flying DOG | 田上俊介               | 単巻    |
| たま◇なま | 冬樹忍                                    | 魚                     | 全7巻   |
| 断罪官のデタラメな使い魔 | 藤木わしろ                                | 菊月                   | 単巻    |
| ダンジョン配信者を救って大バズりした転生陰陽師、うっかり超級呪物を配信したら伝説になった （初出：小説家になろう、カクヨムでもミラーリング） | 昼行燈                                    | 福きつね               | 既刊4巻 |
| チート剣士の海中ダンジョン攻略記 水着娘とハーレム巨船                                                                                       | 猫又ぬこ                                  | パセリ                 | 単巻    |
| 知識チートVS時間ループ | 葛西伸哉                                  | 長浜めぐみ             | 単巻    |
| 中卒探索者の成り上がり英雄譚 〜2つの最強スキルでダンジョン最速突破を目指す〜 （初出：小説家になろう）                                       | シクラメン                                | てつぶた               | 既刊4巻 |
| 超!異世界学級!! | 空埜一樹                                  | 児玉酉                 | 全2巻   |
| 超鋼女セーラ | 寺田とものり                              | Ein                    | 全13巻  |
| 超鋼女セーラ外伝 超鋼聖女ベッキー | 寺田とものり                              | Ein                    | 全1巻   |
| 超ド級ニートから始める終末戦争＠へっぽこ女神つき                                                                                            | 無側迫                                    | 宮瀬まひろ、望月椎那   | 単巻    |
| 追放された落ちこぼれ、辺境で生き抜いてSランク対魔師に成り上がる （初出：小説家になろう）                                                    | 御子柴奈々                                | 岩本ゼロゴ             | 既刊6巻 |
| 追放されるたびにスキルを手に入れた俺が、100の異世界で2周目無双 （初出：小説家になろう）                                                     | 日之浦拓                                  | GreeN                  | 既刊3巻 |
| 月の娘 | 渡辺まさき                                | 山田秀樹               | 全2巻   |
| 造られしイノチとキレイなセカイ | 緋月薙                                    | ふーみ                 | 全4巻   |
| 翼の姫と灼天の竜喰らい ツナガリノソラ | かじいたかし                              | 硯                     | 単巻    |
| ディアヴロの茶飯事 | 斜塔乖離                                  | 植田亮                 | 単巻    |
| デウス・レプリカ | にのまえあゆむ                            | をん                   | 全3巻   |
| テキトー男の異世界スローライフ | 藤山素心                                  | アジシオ               | 全2巻   |
| 鉄刃サザン | 大迫純一                                  | FBC                    | 全3巻   |
| デッド・エンド・リローデッド | オギャ本バブ美                            | Niθ                    | 単巻    |
| 天帝学院の侵奪魔術師 | 藤春都                                    | refeia                 | 全3巻   |
| 魔天世界（）の聖銃使い | 星野彼方                                  | 日向あずり             | 単巻    |
| TOY JOY POP | 浅井ラボ                                  | 柴倉乃杏               | 単巻    |
| 逃走少女と契約しました。猫だけど。 | 西村文宏                                  | Pikazo                 | 単巻    |
| 時の悪魔と三つの物語 | ころみごや                                | かぼちゃ               | 単巻    |
| 毒舌少女はあまのじゃく 〜壁越しなら素直に好きって言えるもん!〜 （初出：ノベルアップ+）                                                      | 上村夏樹                                  | みれい                 | 既刊3巻 |
| 毒の王 最強の力に覚醒した俺は美姫たちを従え、発情ハーレムの主となる （初出：カクヨム、小説家になろうでもミラーリング）                      | レオナールD                               | をん                   | 既刊6巻 |
| 突然騎士になってムフフな俺がいる | 糸緒思惟                                  | 三色網戸。             | 全7巻   |
| となりの百鬼夜行 | 杉本のこ                                  | シヴァ。               | 全1巻   |
| 扉の魔術師の召喚契約（） | 空埜一樹                                  | ぽんじりつ             | 全5巻   |
| 友だちの作り方 | 愛洲かりみ                                | もりちか               | 単巻    |
| ドラグーン・デリバリー 〜竜の背はまごころを運ぶ〜                                                                                           | 佐々原史緒                                | 水月悠                 | 単巻    |
| ドラゴンフリート戦記 神眼の英雄提督 | 富永浩史                                  | コニシ                 | 全2巻   |
| ドルグオン・サーガ （初出：小説家になろう）                                                                                                 | にゃお                                    | ペロッチ、ろぼみすちゃ | 単巻    |
| トルネード! | 伊吹秀明                                  | 四季童子               | 単巻    |

### な行
| タイトル                                                                           | 著者         | イラスト     | 巻数    |
| ---------------------------------------------------------------------------------- | ------------ | ------------ | ------- |
| 成り上がり英雄譚 屑星皇子の戦詩                                                    | ハヤケン     | フ子         | 全3巻   |
| 二周目英雄の荒稼ぎ興国記                                                           | しやけ遊魚   | 七原冬雪     | 全2巻   |
| 二次元の砦を守るには不本意ながら彼女が必要らしい                                   | 冬樹忍       | 作々         | 単巻    |
| 偽勇者クエスト とある村人の覚醒                                                    | 久遠くおん   | 電柱棒       | 単巻    |
| 日本一の高校生魔術師、異世界奴隷少女をもらう                                       | 藤春都       | にゅむ       | 既刊2巻 |
| 日本上空いらっしゃいませ                                                           | 佐々原史緒   | タスクオーナ | 全2巻   |
| 姉ちゃんは中二病 （初出：小説家になろう）                                          | 藤孝剛志     | An2A         | 全7巻   |
| ネームレス・リベリオン                                                             | 草木うしみつ | 鉄豚         | 全2巻   |
| ねぇ、もういっそつき合っちゃう? 幼馴染の美少女に頼まれて、カモフラ彼氏はじめました | 叶田キズ     | 塩かずのこ   | 既刊5巻 |

### は行
| タイトル                                                                                        | 著者           | イラスト                | 巻数     |
| ----------------------------------------------------------------------------------------------- | -------------- | ----------------------- | -------- |
| ハイスクール・シークレット・サービス!                                                           | 水円花帆       | IsII                    | 単巻     |
| 灰原くんの強くて青春ニューゲーム                                                                | 雨宮和希       | 吟                      | 既刊8巻  |
| ハカナさんがきた!                                                                               | 織田兄第       | みづきたけひと          | 全3巻    |
| ハガネノツルギ                                                                                  | 無嶋樹了       | rei(1巻)、春日歩(2-3巻) | 全3巻    |
| 白衣の元繰術士と黒銀の枢機都市                                                                  | 藤谷ある       | 米                      | 全2巻    |
| 白銀竜王のクレイドル                                                                            | ツガワトモタカ | ぽんじりつ              | 全6巻    |
| はぐれ勇者の鬼畜美学（）                                                                        | 上栖綴人       | 卵の黄身                | 既刊11巻 |
| 箱入りお嬢様と庶民な俺のやりたい100のこと                                                       | 太陽ひかる     | 雪丸ぬん                | 既刊2巻  |
| はじまりの骨の物語 （初出：富士見ファンタジア文庫）                                             | 五代ゆう       | 鈴木理華                | 単巻     |
| パステル☆マジック                                                                               | 神代明         | 光星                    | 単巻     |
| 八大種族の最弱血統者                                                                            | 藤木わしろ     | 児玉酉                  | 既刊2巻  |
| 果てない空をキミと飛びたい 雨の日にアイドルに傘を貸したら、二人きりでレッスンをすることになった | 榮三一         | フライ                  | 単巻     |
| ぱんほー!                                                                                       | ゆうきりん     | 上田梯子                | 単巻     |
| ひきこもりの俺がかわいいギルドマスターに世話を焼かれまくったって別にいいだろう?                 | 東條功一       | にもし                  | 既刊3巻  |
| ひきこもりの彼女は神なのです。                                                                  | すえばしけん   | みえはる                | 全8巻    |
| 美少女にTS転生したから大女優を目指す! （初出：小説家になろう）                                  | 武藤かんぬき   | あって⇒七草             | 既刊1巻  |
| 緋華Sparkling!                                                                                  | 藤原征矢       | 松本規之                | 全2巻    |
| 百錬の覇王と聖約の戦乙女                                                                        | 鷹山誠一       | ゆきさん                | 既刊24巻 |
| 100円ショップ店員が異世界トリップした結果。                                                     | 宮元戦車       | がおう                  | 全2巻    |
| 百花繚乱 SAMURAI GIRLS                                                                          | すずきあきら   | Niθ                     | 全17巻   |
| ピンク色のリトルマーメイド!                                                                     | 鼈甲飴雨       | イチリ                  | 全1巻    |
| ビンヅメ乙女ゴコロ                                                                              | 雨森麻杜       | 成瀬裕司                | 単巻     |
| VRMMO学園で楽しい魔改造のススメ〜最弱ジョブで最強ダメージ出してみた〜 （初出：小説家になろう）  | ハヤケン       | 晃田ヒカ                | 全6巻    |
| VRMMOをカネの力で無双する （初出：小説家になろう）                                              | 鰤/牙          | 桑島黎音                | 全6巻    |
| 封印魔竜が最強の仲間たちと数千年後の世界で無双するようですよ?                                   | 葛西伸哉       | 東西                    | 既刊3巻  |
| 封環世界のグリモワール                                                                          | にのまえあゆむ | 松倉ねむ                | 単巻     |
| フェンリルの鎖                                                                                  | うかれ猫       | わざきた                | 全1巻    |
| 不器用な天使の取扱説明書                                                                        | 黒木サトキ     | 町村こもり              | 単巻     |
| 仏教学校へようこそ                                                                              | わかつきひかる | 犬江しんすけ            | 単巻     |
| ブサメン王子とヤンデレ姫                                                                        | 宮元戦車       | 氷樹一世                | 全2巻    |
| ブライトレッド・レベル                                                                          | 在原竹広       | 弘司                    | 全2巻    |
| FLAG 〜戦場カメラマン・白州冴子〜                                                               | 渡辺麻実       | 竹内一義                | 単巻     |
| フラグの王子様                                                                                  | 織田兄第       | きくらげ                | 全3巻    |
| BLACK SHEEP 黒き羊は聖夜に迷う                                                                  | 富永浩史       | 珊琶挿                  | 単巻     |
| プリンセスはお年頃!                                                                             | 榊一郎         | 深山和香                | 全3巻    |
| 蒼鋼の冒涜者（）                                                                                | 榊一郎         | 赤井てら                | 全4巻    |
| ブレスレス・ハンター                                                                            | 葛西伸哉       | 金田榮路                | 全3巻    |
| ヘルプリンセスと王統の召喚師                                                                    | 百瀬ヨルカ     | 空維深夜                | 全2巻    |
| ぼいレコ!                                                                                       | 夏緑           | 雪野みなと              | 単巻     |
| 放課後の世界征服                                                                                | わかつきひかる | 歩鳥                    | 全2巻    |
| 亡国王の剣とスパイヒップ                                                                        | 岡沢六十四     | アジシオ                | 単巻     |
| 吼える魔竜の捕喰作法（）                                                                        | 内堀優一       | 真琉樹                  | 全5巻    |
| 僕専属のJK魔女と勝ち取る大逆転〈ゲームチェンジ〉                                                | 六升六郎太     | 装甲枕(1巻) 七六(2巻)   | 全2巻    |
| 僕の妹は漢字が読める                                                                            | かじいたかし   | 皆村春樹                | 全5巻    |
| 僕はやっぱり気づかない                                                                          | 望公太         | タカツキイチ            | 全6巻    |

### ま行
| タイトル | 著者                                       | イラスト     | 巻数     |
| --- | ------------------------------------------ | ------------ | -------- |
| 舞-HiME★DESTINY 龍の巫女 | 伊吹秀明 原作：矢立肇、舞-HiMEプロジェクト | 目黒三吉     | 全2巻    |
| 舞-HiME狂走曲 猫姫@日記 | 涼風涼 原作：矢立肇、舞-HiMEプロジェクト   | ぬくぬく     | 単巻     |
| 魔王学校に俺だけ勇者!? | 夏緑                                       | 朱シオ       | 全10巻   |
| 魔王さまと行く! ワンランク上の異世界ツアー!!                                                                                          | 猫又ぬこ                                   | U35          | 全4巻    |
| 魔王使いの最強支配 | 空埜一樹                                   | コユコム     | 既刊4巻  |
| 魔王なオレと不死姫（）の指輪 | 柑橘ゆすら                                 | しゅがすく   | 全5巻    |
| 魔王の俺が奴隷エルフを嫁にしたんだが、どう愛でればいい?                                                                               | 手島史詞                                   | COMTA        | 既刊19巻 |
| 魔王を倒した俺に待っていたのは、世話好きなヨメとのイチャイチャ錬金生活だった。                                                        | かじいたかし                               | ふーみ       | 既刊5巻  |
| 魔界帰りの劣等能力者 （初出：小説家になろう）                                                                                         | たすろう                                   | かる         | 既刊13巻 |
| 魔術破りのリベンジ・マギア | 子子子子子子子                             | 伊吹のつ     | 全7巻    |
| 魔女3人と俺の××な関係 | にのまえあゆむ                             | 唐辛子ひでゆ | 単巻     |
| 魔女にタッチ! | 鏡裕之                                     | くりから     | 全3巻    |
| Master of Epic | 鳥居羊 原作：ハドソン                      | 渡辺とおる   | 全2巻    |
| 魔帝教師と従属少女の背徳契約 | 虹元喜多朗                                 | ヨシモト     | 既刊3巻  |
| 魔法剣士のエクストラ | 若桜拓海                                   | 橘由宇       | 全5巻    |
| 魔法の海兵隊員ぴくせる☆まりたん | L・B・ジョンソン 原作：ヒライユキオ        | ヒライユキオ | 単巻     |
| 魔物使いのもふもふ師弟生活 | 無嶋樹了                                   | 野崎つばた   | 全2巻    |
| ミスティック・ミュージアム | 藤春都                                     | 森井しづき   | 全3巻    |
| 無刃のイェーガー | 葛西伸哉                                   | 有坂あこ     | 全3巻    |
| 無双嘘術の天才詐欺師 ハイスクール・チープトリック                                                                                     | 志茂文彦                                   | 堤ヤマブキ   | 単巻     |
| ムネモシュネの娘たち2008 | 大野木寛 原作：XEBEC・GENCO                | 中央東口     | 単巻     |
| 無免許勇者の無双譚〈オラトリオ〉 | しやけ遊魚                                 | 岩本ゼロゴ   | 全3巻    |
| 迷界のアマリリス | 和田賢一                                   | 鈴見敦       | 単巻     |
| 鳴弦の巫女 あるいは神内雪奈さんの秘密                                                                                                 | 藤原征矢                                   | 森沢晴行     | 単巻     |
| もうずっと、異世界召喚停止中!? | 藤谷ある                                   | たいやき     | 単巻     |
| もえぶたに告ぐ〜DRAMATIC REVENGE STORY〜                                                                                              | 松岡万作                                   | 如月瑞       | 単巻     |
| 木造アパートごと異世界旅行〜住人が増えるたびレベルアップ〜                                                                            | ツガワトモタカ                             | パルプピロシ | 単巻     |
| 文字魔法×印刷技術で起こす異世界革命                                                                                                   | 藤春都                                     | 植田亮       | 単巻     |
| 模造王女騒動記 フェイク・フェイク | 榊一郎                                     | 藤田香       | 全3巻    |
| 元カノ先生は、ちょっぴりエッチな家庭訪問できみとの愛を育みたい。                                                                      | 猫又ぬこ                                   | カット       | 既刊3巻  |
| モブから始まる探索英雄譚 （初出：小説家になろう、カクヨムでもミラーリング）                                                           | 海翔                                       | あるみっく   | 既刊11巻 |
| 「門番やってろ」と言われ15年、突っ立ってる間に俺の魔力が9999（最強）に育ってました （初出：小説家になろう、カクヨムでもミラーリング） | まさキチ                                   | カラスBTK    | 既刊3巻  |

### や行
| タイトル | 著者       | イラスト   | 巻数    |
| --- | ---------- | ---------- | ------- |
| ヤツの眼鏡は伊達じゃない | 浅野大志   | 朝倉はやて | 単巻    |
| やりなおし英雄の教育日誌 | 涼暮皐     | 桑島黎音   | 全3巻   |
| ゆうなぎ | 渡辺まさき | 山田秀樹   | 単巻    |
| 勇者殺しの花嫁 | 葵依幸     | Enji       | 既刊3巻 |
| 勇者パーティーを追放された精霊術士 最強級に覚醒した不遇職、真の仲間と五大ダンジョンを制覇する （初出：小説家になろう、カクヨムでもミラーリング） | まさキチ   | 雨傘ゆん   | 既刊2巻 |
| 夢見る男子は現実主義者 （初出：小説家になろう）                                                                                                  | おけまる   | さばみぞれ | 既刊8巻 |
| ようこそ無目的室へ! | 在原竹広   | 玄ペンギン | 単巻    |

### ら行
| タイトル | 著者                               | イラスト       | 巻数     |
| --- | ---------------------------------- | -------------- | -------- |
| ラエティティア覇竜戦記 | すえばしけん                       | 津雪           | 全2巻    |
| 螺旋の国の3ドリル | 富永浩史                           | 夕仁           | 単巻     |
| ラッキーメイド天くん | わかつきひかる                     | 里海ひなこ     | 全2巻    |
| ラブコメ圏外 | 内堀優一                           | かわいそうな子 | 単巻     |
| らぶバト! | 瓜亜錠 原作：ビートニクス・TRISTAR | K子            | 全5巻    |
| リア王! | 若桜拓海                           | モノリノ       | 全2巻    |
| リップスファントム | 鯨晴久                             | きくらげ       | 全2巻    |
| リピート・ヴァイス 〜悪役貴族は死にたくないので四天王になるのをやめました〜 （初出：小説家になろう、カクヨムでもミラーリング） | 黒川陽継                           | 釧路くき       | 既刊4巻  |
| 搭乗者（）科の最下生 | 志木謙介                           | トナミカンジ   | 単巻     |
| リベンジ・オンライン | アカバコウヨウ                     | 魔太郎         | 全2巻    |
| リベンジ×リベンジ | 鯨晴久                             | 山中虎鉄       | 単巻     |
| 龍刃機神と戦う姫巫女 | 若桜拓海                           | 鍋島テツヒロ   | 単巻     |
| 龍と狐のジャイアント・キリング                                                                                                 | 神秋昌史                           | 東西           | 全2巻    |
| 量子魔術の王権魔導 | ハヤケン                           | miz22          | 全2巻    |
| ルゥとよゐこの悪党稼業 | 藤谷ある                           | 葵久美子       | 全3巻    |
| ルミナス☆アイドル | 庄司卓                             | 松うに         | 単巻     |
| 瑠璃色の刃と朱色の絆 | 藤春都                             | 6U☆            | 単巻     |
| 絶滅危惧種の左眼竜王（） | 千月さかき                         | クロサワテツ   | 全2巻    |
| 六畳間の侵略者!? | 健速                               | ポコ           | 既刊49巻 |
| 6度目の世界 はじまりの夢/先輩は陰謀論好き？                                                                                    | 清水文化                           | いずみゆひな   | 単巻     |

### わ行
| タイトル                                                                           | 著者       | イラスト     | 巻数    |
| ---------------------------------------------------------------------------------- | ---------- | ------------ | ------- |
| ワーウルフになった俺は意思疎通ができないと思われている                             | 比嘉智康   | 福きつね     | 既刊1巻 |
| ワールドウォーカーズ・クロニクル                                                   | 翅田大介   | い〜どぅ〜   | 全2巻   |
| ワールド エンド ライツ                                                             | 花房牧生   | 植田亮       | 全4巻   |
| 「私と一緒に住むってどうかな?」 見た目ギャルな不器用美少女が俺と二人で暮らしたがる | 水口敬文   | ろうか       | 既刊3巻 |
| 私のために創りなさい!                                                              | 坂井テルオ | な!          | 単巻    |
| 笑わない科学者と魔法使いシリーズ                                                   | 内堀優一   | 百円ライター | 全3巻   |

## アニメ化作品
| 作品                                                           | 放送年          | アニメーション制作         |
| -------------------------------------------------------------- | --------------- | -------------------------- |
| いちばんうしろの大魔王                                         | 2010年          | アートランド               |
| 百花繚乱 SAMURAI GIRLS                                         | 2010年（第1期） | アームス                   |
| 百花繚乱 SAMURAI GIRLS                                         | 2013年（第2期） | アームス                   |
| はぐれ勇者の鬼畜美学                                           | 2012年          | アームス                   |
| 六畳間の侵略者!?                                               | 2014年          | SILVER LINK.               |
| 百錬の覇王と聖約の戦乙女                                       | 2018年          | EMTスクエアード            |
| ＜Infinite Dendrogram＞-インフィニット・デンドログラム-        | 2020年          | NAZ                        |
| 精霊幻想記                                                     | 2021年（第1期） | トムス・エンタテインメント |
| 精霊幻想記                                                     | 2024年（第2期） | トムス・エンタテインメント |
| 英雄王、武を極めるため転生す 〜そして、世界最強の見習い騎士♀〜 | 2023年          | スタジオコメット           |
| 夢見る男子は現実主義者                                         | 2023年          | Studio五組 AXsiZ           |
| 魔王の俺が奴隷エルフを嫁にしたんだが、どう愛でればいい?        | 2024年          | ブレインズ・ベース         |
| モブから始まる探索英雄譚                                       | 2024年          | 月虹                       |

| 作品                             | 年     | アニメーション制作 |
| -------------------------------- | ------ | ------------------ |
| 灰原くんの強くて青春ニューゲーム | 未公表 | 未公表             |

## Web動画
2015年2月より『HJ文庫放送部』という番組形式で配信する宣伝動画を開始し、2017年2月で終了した。ナビゲーターは加隈亜衣。
前述の動画は終了したが、2017年3月より『HJ文庫放送部２学期！』が新たに開始された。こちらは2018年2月に終了、ナビゲーターは松井恵理子、アシスタントは影山灯が担当した。
HJ文庫が15周年を迎えることを記念し、2021年6月からHJ文庫をはじめ兄弟レーベルのHJノベルスとコミックファイアにまつわる情報のトークバラエティ番組動画『HJ文庫編集カイギシツ！』が配信開始され、2021年12月終了した。メインMCの青木佑磨の他に、ゲスト声優を迎えて進行する内容だった。
2022年8月からは『HJ文庫編集カイギシツ！』と同様にHJ文庫、HJノベルス、コミックファイアの作品を紹介するトークバラエティ番組として『桑原由気・青木佑磨のおしゃべりな本棚＠Live！』が月1回の生放送番組の形で配信開始された。MCは桑原由気と青木佑磨。